# Unión de Izquierda Revolucionaria
La Unión de Izquierda Revolucionaria (UNIR), fue una coalición electoral fundada en el Perú en 1980 por el Partido Comunista del Perú - Patria Roja, el Partido Comunista Revolucionario, la Vanguardia Revolucionaria (Proletario Comunista), el Movimiento de Izquierda Revolucionaria y el Frente de Liberación Nacional.

## Historia
En las Elecciones generales de 1980 presentó como candidato presidencial al profesor y dirigente sindical del SUTEP, Horacio Zeballos Gámez. Lo acompañaron en la fórmula como vicepresidentes Rolando Breña Pantoja y Ángel Castro Lavarello. En esta elección UNIR obtuvo 134 321 votos válidos, lo que representó el 3.26% del total de votos. Luego el UNIR participó en las listas de Izquierda Unida para las elecciones municipales de 1980 y de 1983, después de esos comicios se desintegraría.